# Ochodaeus cychramoides
Ochodaeus cychramoides là một loài bọ cánh cứng trong họ Ochodaeidae. Loài này được Reitter miêu tả khoa học đầu tiên năm 1892.